# Alcázar u Sevilli
Kraljevski Alcázar u Sevilli (španjolski: Alcázares Reales de Sevilla) je kraljevska palača u Sevilli, koja izvorno bila maurska utvrda i jedan je od najboljih primjera arhitekture mudéjar stila. Zbog toga je 1987. godine, zajedno s Archivo de Indias i Katedralom u Sevilli upisan na UNESCO-ov popis mjesta svjetske baštine u Europi.
Gornje dijelove palače još uvijek koristi španjolska kraljevska obitelj kao svoju službenu rezidenciju u Sevilli i njome upravlja Vijeće za nacionalnu baštinu (Patrimonio nacional).

## Povijest
Almohadi su na ovom mjestu u Sevilli izgradili palaču koju su nazvali Al-Muwarak, a nakon španjolske rekonkviste kršćanski vladari su je nazvali Alcázar (arapski: القصر al qasr u značenju tvrđava), i dodali su joj neke dijelove u španjolskom maurskom stilu (mudejar).

## Odlike
- Dvorište dama (Patio de las Doncellas) svoje ime duguje legendi da su Mauri svake godine zahtijevali 100 djevica od podčinjenih kršćanskih kraljeva. Donji dijelovi ovog dijela palače iugradio je kralj Petar I. Kastiljski koji se na jednom natpisu naziva "sultanom". S obje strane bogato ukrašenog dvorišta s peristilom šiljastih arkada nalaze se sobe za prijeme. U sredini dvorišta je veliki kvadratični plitki bazen koji zrcali arhitekturu i cvjetni vrt s obje dulje strane. Ovo dvorište se može vidjeti u filmu Kraljevstvo nebesko (Ridley Scott) za čije snimanje ga je redatelj dao obložiti šarenim podnim pločicama kako bi više podsjećalo na dvorište u Jeruzalemu.

Gornji dio izgradio je Karlo V., car Svetog Rimskog Carstva od 1540. – 1572. godine, a dizajnirao ga je Luis de Vega u stilu talijanske renesanse, koji je ipak iskoristio mudejar dekoracije.
- Kupke gđe. Marije od Padille (Los Baños de Doña María de Padilla) je zapravo cisterna koja se nalazi ispod Dvorišta križa (Patio del Crucero) a ime je dobila po ljubavnici kralja Petra Okrutnog. Navodno je kralj, zaljubivši se u Mariju, dao ubiti njezinog muža, na što je Marija posula svoje lice ključalim uljem i unakazila se kako bi odbila naprasnog kralja. Nakon toga je postala redovnicom i smatra se uzorom čestitosti u Sevilli.
- Trgovačka kuća (La Casa de Contratación) su izgradili kršćanski kraljevi 1503. godine kako bi iz nje upravljali trgovinom s kolonijama u Novom svijetu. U njoj se nalazi kapela u kojoj se Kristofor Kolumbo susreo s kraljem Ferdinandom nakon svog drugog putovanja u Ameriku. U njoj se nalazi slika "Gospa od pomoraca" (Alejo Fernández, 1536.) na kojoj je prvi put prikazano otkriće Amerike i portret Kolumba.

Ostali dijelovi palače su:
- Lavlja vrata (Puerta del León)
- Spavaonica maurskih kraljeva (Dormitorio de los Reyes Moros)
- Veleposlanički salon (Salón de Embajadores), 1427.
- Patio de las Muñecas
- Patio de la Monteria

- Zidine Alcazara
- Lučna vrata
- Gotički hodnik
- Detalj arkade u Dvorištu dama
- Gospa pomoraca u kapeli Trgovačke kuće

## Vanjske poveznice
- Slike Alcázara u Sevilli s opisima i podrobnom poviješću.